# Glomerulonefrite pós-estreptocócica
GlomeruloNefrite Pós-Estreptocócica (GNPE) é uma complicação renal autoimune que aparece semanas após uma infecção por estreptococos, geralmente do grupo A como streptococcus pyogenes, que infectam pele (impetigo) ou garganta (faringite estreptocócica). É a glomerulonefrite pós-infecciosa mais comum.  
Acomete mais freqüentemente crianças, mas pode ocorrer em qualquer faixa etária e é mais comum no sexo masculino. O número de casos diminuiu muito com o avanço das terapias com antibióticos. Afeta cerca de 1 em cada 10.000 habitantes. O número de mortes anuais caiu de 24.000 em 1990 para 19.000 mortes em 2013. 

## Causas
Após uma infecção estreptocócica (escarlatina, faringite, impetigo ou piodermite) os anticorpos formados para combater a infecção estreptocócica depositam-se nos glomérulos causando a lesão renal. A lesão glomerular é homogeneamente difusa, com infiltrado inflamatório e depósitos de imunocomplexos nas estruturas glomerulares e ativando C4B do sistema complemento. Os sinais de glomerulonefrite só aparecem entre 2 e 4 semanas depois da infecção inicial.

## Sinais e sintomas
O quadro clínico é bastante variável, podendo existir casos assintomáticos ou com sintomas discretos, até casos mais graves com insuficiência renal severa. O quadro clínico mais comum é o aparecimento súbito de:
- Edema no rosto e nas pernas;
- Sangue visível na urina (hematúria);
- Hipertensão arterial;
- Menor frequência de micção (oligúria).

Dependendo da gravidade do caso, o paciente pode apresentar-se com sinais de hipervolemia grave, crise hipertensiva, convulsões e edema agudo de pulmão. A função renal, na maioria dos casos, é normal ou discretamente alterada. Nos casos mais graves de insuficiência renal, a GNPE está associada a formação de crescentes e NTA.
Os sintomas costumam remitir 2 a 3 semanas após o início do quadro clínico, porém é comum a persistência de hematúria microscópica por vários meses, sem que isso tenha algum significado prognóstico.
Em crianças complicações são raras, mas em pacientes idosos complicações como síndrome nefrótica afetam 20% dos pacientes, insuficiência cardíaca congestiva afetam 43% e azotemia afetam 83%.

## Diagnóstico
O diagnóstico geralmente é feito com:
- Biopsia renal;
- Sistema complemento sérico;
- E estudos de imagem.

Serologicamente, os marcadores de diagnóstico podem ser testados; Especificamente, o teste de estreptozima é utilizado e mede vários anticorpos estreptocócicos: anti-estreptolisina, anti-hialuronidase, antistreptoquinase, antinicotinamida-adenina dinucleotidase e anticorpos anti-DNAse B.

## Tratamento
Corticosteroides e outros medicamentos anti-inflamatórios geralmente não são eficazes. Assim o tratamento é focado em aliviar os sintomas. Antibióticos, como penicilina, são usados para destruir qualquer bactéria estreptocócica que permanecem no corpo. Medicamentos para pressão arterial alta como inibidores da ECA podem ser necessários para controlar o inchaço e hipertensão. Uma dieta com potássio e evitando sal e líquidos ajuda a controlar o inchaço e pressão arterial.
O tratamento pode durar semanas ou meses e a maioria se recupera bem, especialmente as crianças.

## Prognóstico
O prognóstico de curto prazo da GNPE em crianças é excelente, com apenas 1% sofrendo insuficiência renal, porém em adultos, principalmente em adultos debilitados, a taxa de mortalidade pode chegar a 30% como conseqüência de uma complicação cardiovascular.